# Rosie Elliott
Rosie Elliott (* 6. November 1997) ist eine neuseeländische Leichtathletin, die sich auf den Sprint spezialisiert hat. Sie ist aktuelle Inhaberin des Landesrekordes im 200-Meter-Lauf.

## Sportliche Laufbahn
Erste internationale Erfahrungen sammelte Rosie Elliott im Jahr 2022, als sie beim Sir Graeme Douglas International in 52,99 s im 400-Meter-Lauf siegte. Anschließend siegte sie in 52,83 s beim Brisbane Track Classic und gewann dann im Juni in 52,97 s bei den Ozeanienmeisterschaften in Mackay und sicherte sich dort in 3:35,03 min gemeinsam mit Camryn Smart, Georgia Hulls und Isabel Neal mit der neuseeländischen 4-mal-400-Meter-Staffel. Anschließend startete sie über 400 Meter bei den Weltmeisterschaften in Eugene und kam dort mit 54,92 s nicht über die erste Runde hinaus. Im Jahr darauf verbesserte sie den neuseeländischen Landesrekord auf 22,88 s und siegte anschließend in 52,88 s über 400 Meter beim Brisbane Track Classic. Im August startete sie über 400 Meter bei den Weltmeisterschaften in Budapest und schied dort mit 52,88 s in der ersten Runde aus. 
In den Jahren 2022 und 2023 wurde Elliott neuseeländische Meisterin im 400-Meter-Lauf.

## Persönliche Bestzeiten
- 100 Meter: 11,57 s (+0,2 m/s), 5. März 2022 in Hastings
- 200 Meter: 22,81 s (+1,8 m/s), 19. Februar 2023 in Christchurch (neuseeländischer Rekord)
- 400 Meter: 52,16 s, 28. Januar 2023 in Wanganui